# Pseudocrossidium granulosum
Pseudocrossidium granulosum är en bladmossart som beskrevs av Churchill in Churchill, Griffin och Jesús Muñoz 2000. Pseudocrossidium granulosum ingår i släktet rullmossor, och familjen Pottiaceae. Inga underarter finns listade i Catalogue of Life.